# Læsket kalk
 Der er for få eller ingen kildehenvisninger i denne artikel, hvilket er et problem. Du kan hjælpe ved at angive troværdige kilder til de påstande, som fremføres i artiklen.

Læsket kalk, kulekalk, tørlæsket kalk (trivialnavne), calciumhydroxid (kemisk navn) eller kalciumhydroxid (Retskrivningsordbogen), Ca(OH)2, er den kemiske forbindelse, der dannes, når man læsker brændt kalk ved at tilføre vand.
Den brændte kalk bliver fremstillet ved at opvarme kalk, indtil al CO2 er afgivet. Derved har man skaffet sig en metalilte, nemlig calciumoxid (CaO), som meget let går i forbindelse med vand, så der dannes læsket kalk. Den kaldes også kalkvand. Da læsket kalk er en stærk base, er den ætsende. Læsket kalk kan blandes med sand, sådan at man fremstiller kalkmørtel. Den læskede kalk afgiver efterhånden vand og optager kuldioxid, CO2, fra luften. På den måde hærder mørtlen, og der dannes atter kalk, CaCO3. Kalken binder sig til sandet i mørtlen og fugen bliver hård. Hele denne proces kaldes også "mørtelkredsløbet".
På samme måde som man kan se, hvornår levende organismer har optaget CO2 fra luften, og ved at lave en kulstof-14 prøve, kan også mørtels indhold af kulstof undersøges og dermed vise hvor gammel mørtlen er. Forskere fra Aarhus Universitet har med denne metode f.eks. kunne bestemme alderen på gamle kirker på Gotland i Sverige.
Når læsket kalk anvendes som tilsætningsstof i fødevarer betegnes stoffet E 526.